# Terrance Johnson
Pour les articles homonymes, voir Johnson.
Terrance Johnson, né le 24 septembre 1982 à Duncanville (Texas) et mort le 26 février 2025, est un joueur américain de basket-ball. Il joue au poste d'ailier.

## Biographie
Le 15 février 2010, il s'engage au SLUC Nancy en tant que joker jusqu'à la fin de la saison.

## Clubs
- 2001-2004 :  Université Pepperdine (NCAA)
- 2004-2005 :  Université baptiste de Californie (NAIA)
- 2005-2006 :  Ignis Castelletto Ticino (Lega Due)
- 2006-2007 :  Dijon (Pro A)
- 2007-2008 :  Porto (Portugal) puis  Besançon (Pro B)
- 2008-2009 :  Bourg-en-Bresse (Pro B)
- 2009-2010 :  Boulazac (Pro B)
- 2010-2011 :  SLUC Nancy (Pro A)

## Palmarès
Champion de France Pro A en 2011 avec Nancy.